# بامستان
 بامستان  (بالفارسية: روستاى بامستان ) قرية صغيرة في منطقة كودة، تـتبع لـالبلدة المركزية (بالفارسية: بخش مركزى ) من توابع مدينة بستك وتقع في محافظة هرمزگان في جنوب غرب إيران.

## حدود قرية بامستان
حدود قرية بامستان : من الشمال دهنك، ومن الجنوب جاه دزدان، ومن الغرب قرية برکه لاری، ومن الشرق تنتهي بقرية دهتل.

## السكان
يبلغ عدد سكان هذه القرية حسب تعداد السكان لعام 2006 للميلاد، (106) نسمة تشكل (21) عائلة، من أهل السنة والجماعة وعلى المذهب الشافعي. يتكلمون الفارسية باللهجة المحلية، بها مسجد ومدرسة مشتركة، وبعض البرك لحفظ مياه الأمطار إذا سالت الأودية أثناء الأمطار الموسمية. تقع القرية في جنوب قرية دهتل، وبها حدود 400 نخلة مثمرة.

## مهنة سكان القرية
يمتهن سكان القرية بمهنة تربية المواشي والأغنام، والزراعة، أراضيهم خصبة، وتزرع فيها البر والشعير.

## وصلات خارجية
- التقسيمات الادارية لمحافظة هرمزگان